# Vitkämpar
Vitkämpar (Plantago lagopus) är en grobladsväxtart. Enligt Catalogue of Life ingår Vitkämpar i släktet kämpar och familjen grobladsväxter, men enligt Dyntaxa är tillhörigheten istället släktet kämpar och familjen grobladsväxter. Arten förekommer tillfälligt i Sverige, men reproducerar sig inte.

## Underarter
Arten delas in i följande underarter:
- P. l. lagopus
- P. l. ptolemaidis

## Bildgalleri

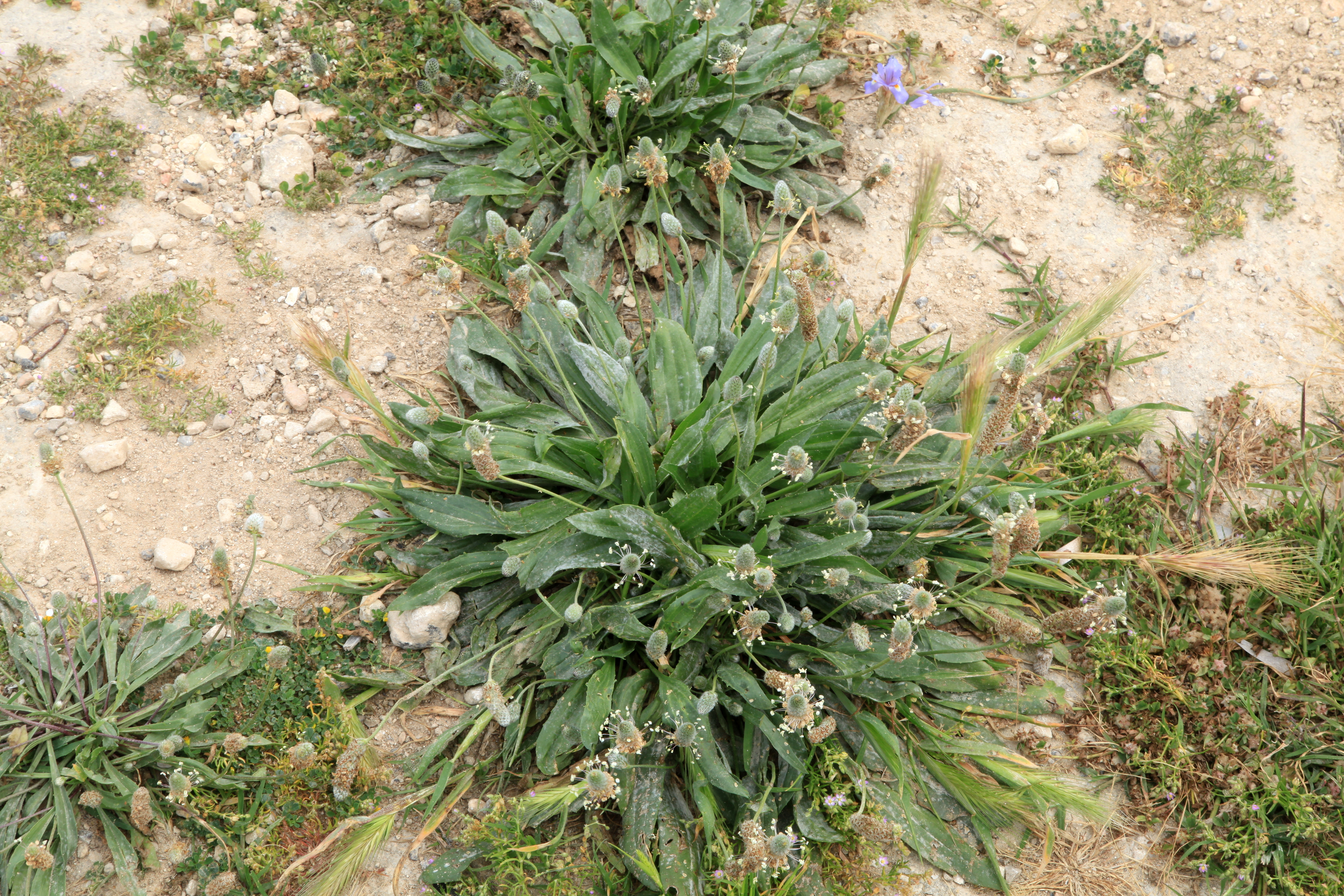
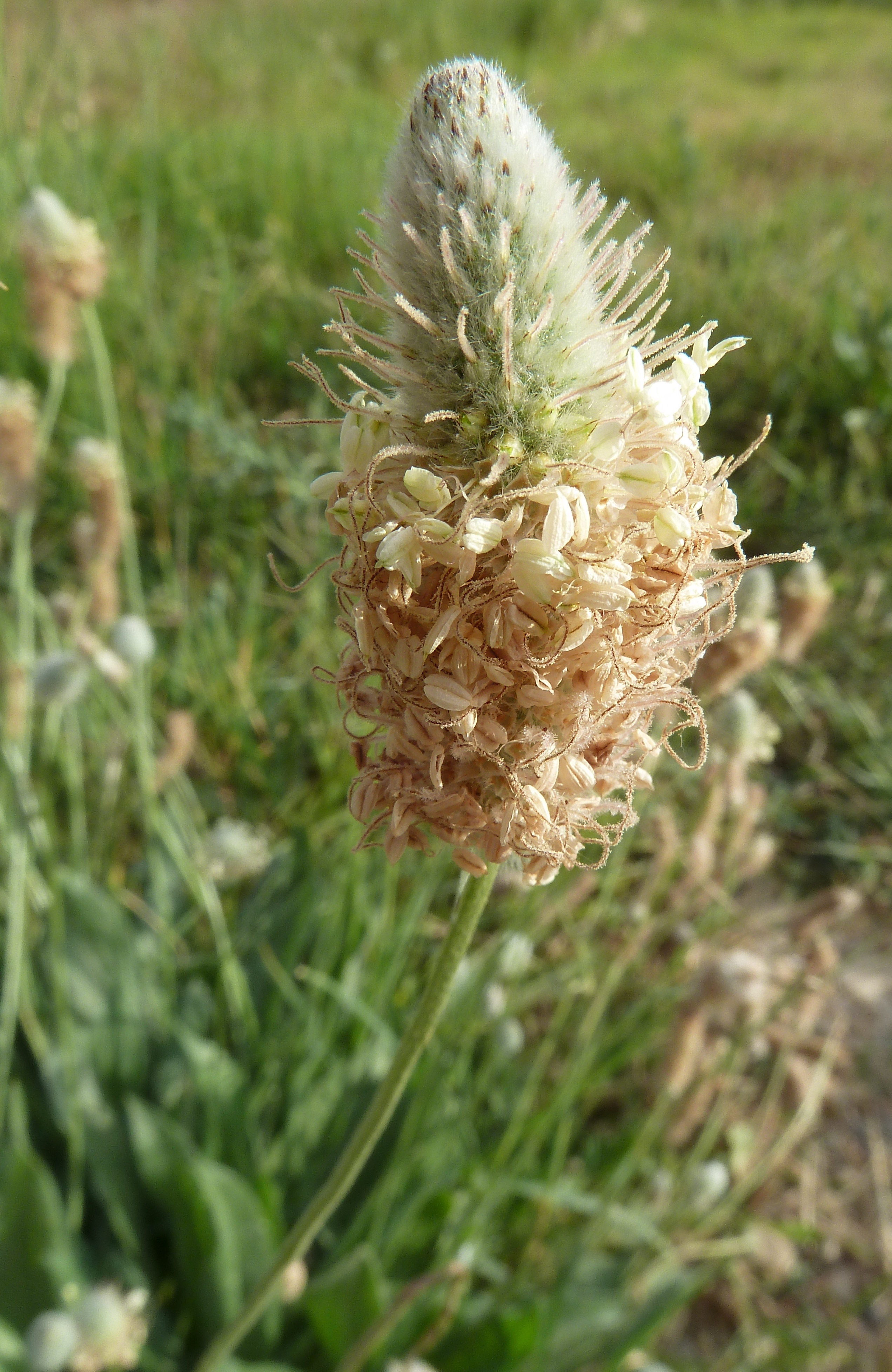
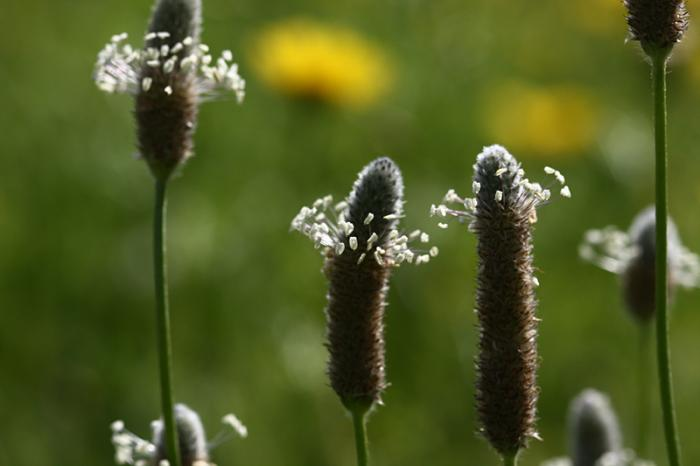
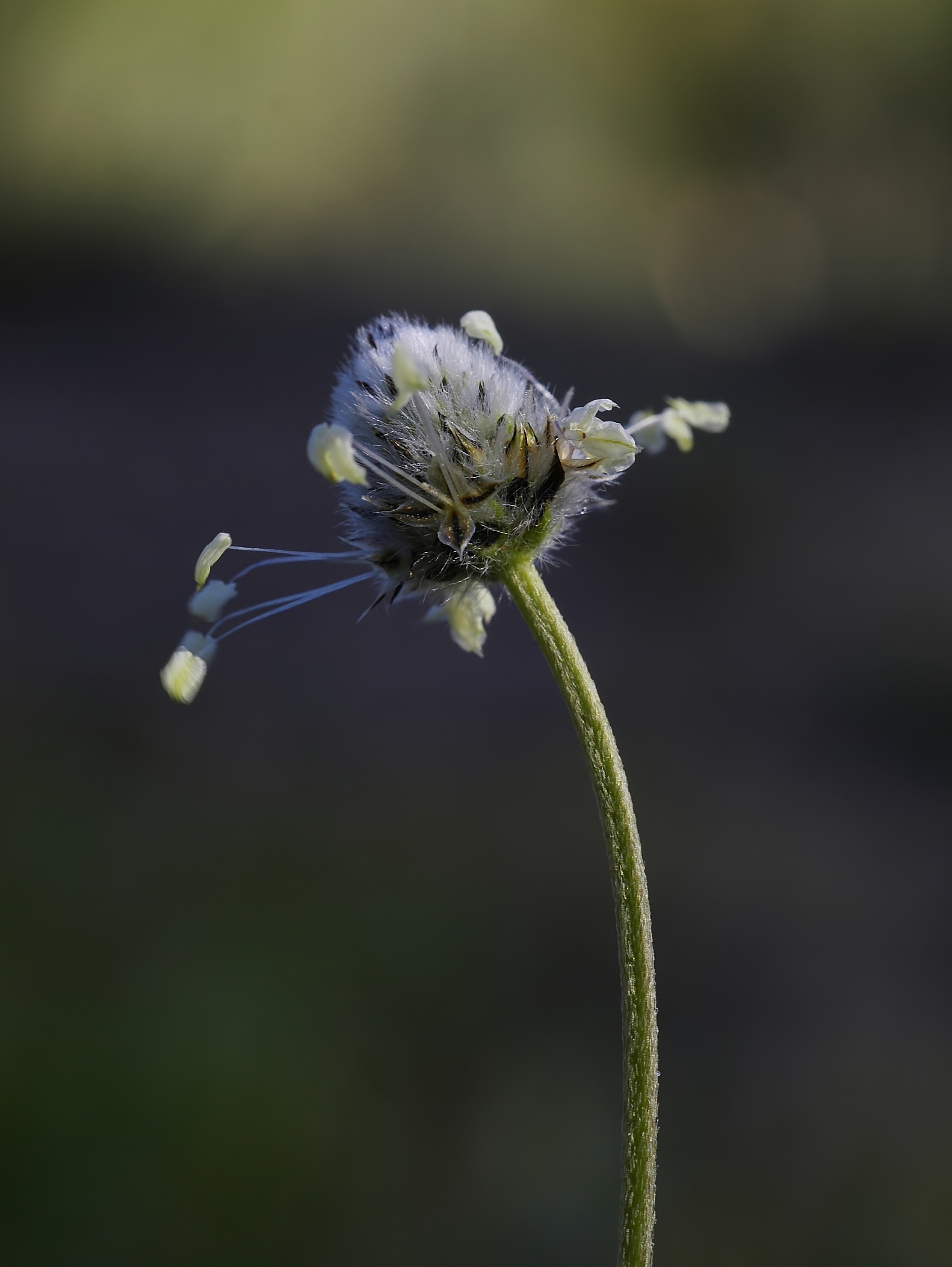
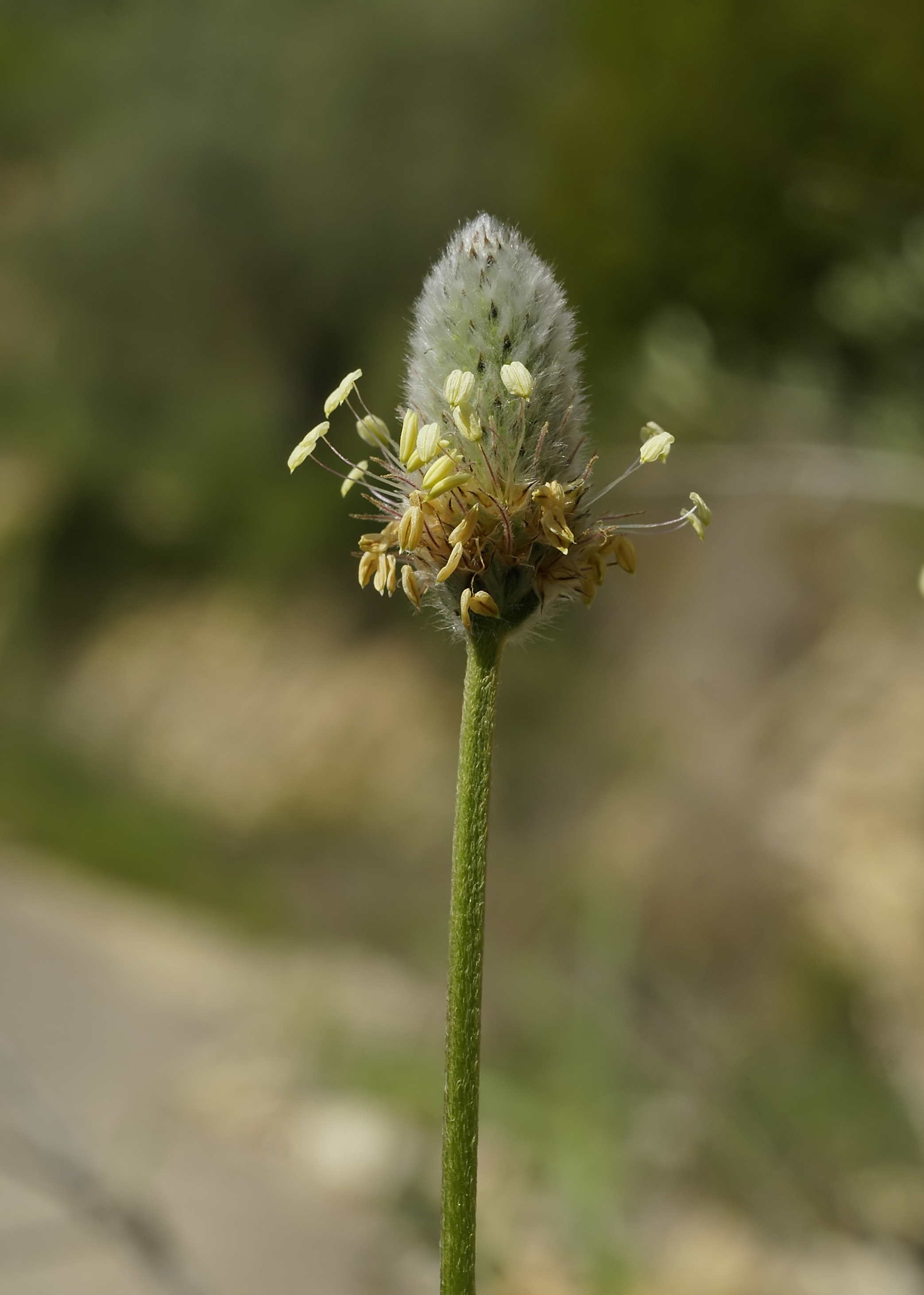
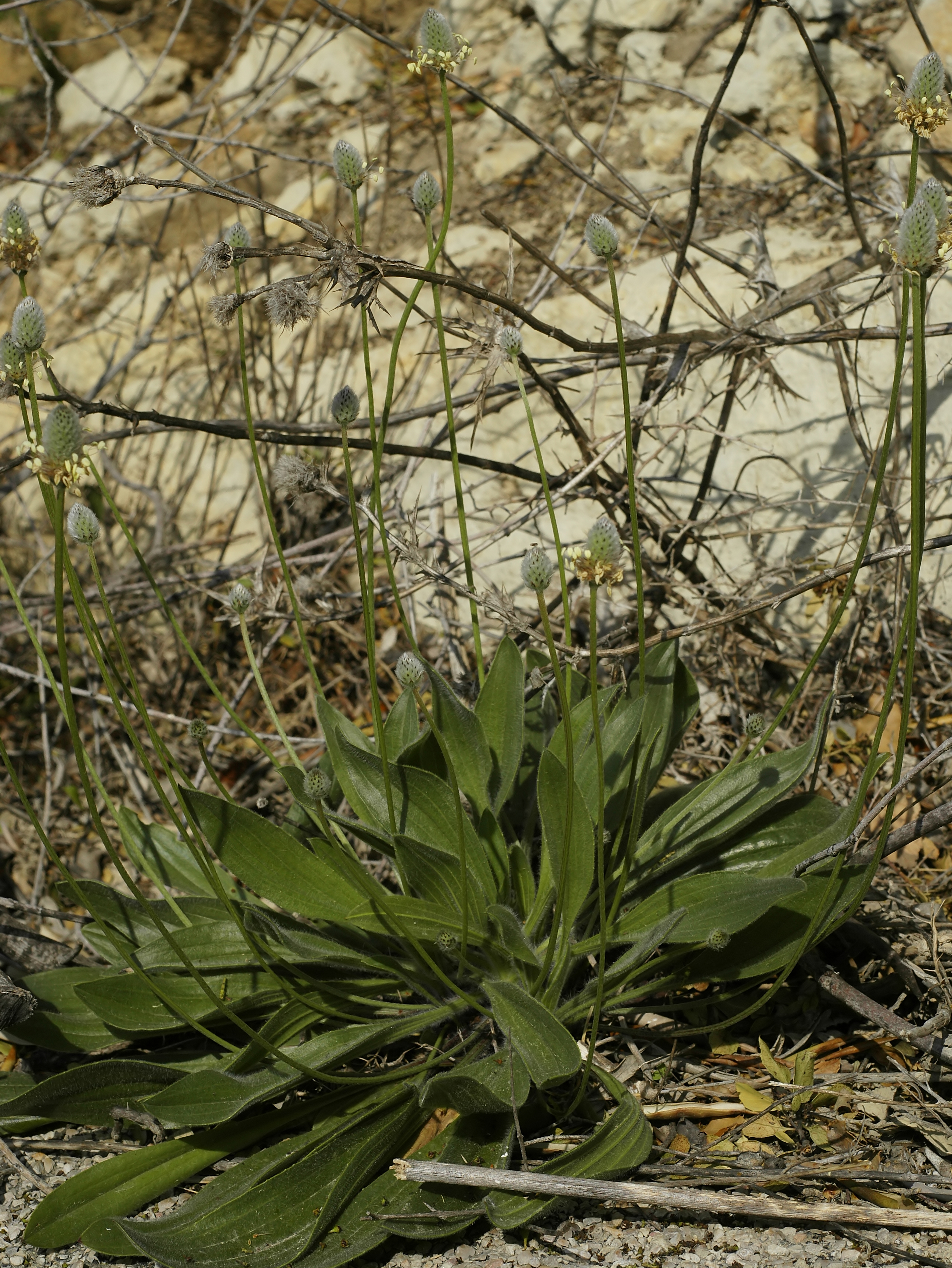